# Abbaye Sainte-Catherine-du-Mont d'Annecy
Ne doit pas être confondu avec Abbaye Sainte-Catherine-du-Mont de Rouen ou Monastère Sainte-Catherine du Sinaï.
Pour les articles homonymes, voir Sainte-Catherine.
L'abbaye Sainte-Catherine-du-Mont, située en Haute-Savoie, est un établissement monastique fondé au XIIe ou XIIIe siècle dans l'actuelle commune d'Annecy, mais dans une combe isolée du Semnoz, le vallon de Sainte-Catherine. En 1772, l'abbaye est fermée et ses occupantes rejoignent un autre couvent situé en centre-ville.

## Situation
Le couvent, aujourd'hui ruiné, est situé dans une combe du Semnoz, à environ trois kilomètres et demi du centre-ville d'Annecy, mais 238 mètres plus haut, à 630 mètres d'altitude. Le chemin qui traverse cette combe s'appelle encore aujourd'hui « chemin de Sainte-Catherine ».

## Histoire

### Fondation
L'abbaye est fondée par Marguerite de Genève (surnommée Beatrix), fille du comte de Guillaume Ier. La date en est incertaine. Les deux dates extrêmes avancées sont 1179 et 1228. Cependant, en 1179, la princesse savoyarde n'était pas encore née (la date la plus probable de sa naissance est 1180). En 1228, de nombreuses sources indiquent que l'établissement existe déjà, même s'il n'est pas forcément érigé en abbaye.
François Mugnier conclut à une fondation avant 1195, qui n'aurait donc pas été fondé par Marguerite, mais qu'elle aurait érigé en abbaye. En tout état de cause, ce sont des religieuses de l'abbaye de Bonlieu, située dans l'actuelle commune de Sallenôves, à une vingtaine de kilomètres au nord-ouest, qui viennent s'installer dans ce lieu.
Il semble que le portique de l'édifice ait accueilli la sépulture du comte de Genève, Guillaume Ier, mort très probablement le 25 juillet 1195,,.

### Au Moyen Âge
Une contestation de la filiation de l'abbaye se crée en 1242 : les moniales de Sainte-Catherine veulent s'émanciper de la filiation à l'abbaye de Bonlieu. Des abbés médiateurs viennent résoudre le conflit, et finissent par trouver un compromis dans lequel, contre paiement d'une rente, Sainte-Catherine est détachée de la filiation de Bonlieu.
L'abbaye prospère ensuite, au point de fonder deux abbayes-filles, à proximité du lac Léman : celle de Bellerive, dans l'actuelle commune suisse de Collonge-Bellerive, et celle du Petit-Lieu, à Perrignier.

### AuXVIIesiècle
Le 4 mars 1607, Louise de Ballon effectue dans l'abbaye sa profession solennelle. Elle a seize ans et y habite depuis l'âge de ses sept ans, avec une de ses sœurs. Contrairement à l'abbaye-mère de Bonlieu, Sainte-Catherine jouit alors d'une bonne réputation. Mais cette piété ne lui suffit pas et, en 1622, elle la quitte, souhaitant réformer la vie religieuse. Avec le soutien de son évêque, François de Sales, elle fonde l'ordre des Bernardines réformées, qui ouvre son premier couvent dans le centre-ville de Rumilly, puis essaime, en Savoie et dans tout le Sud-Est de la France,.

### Transfert à Annecy
Après le départ de Louise de Ballon, les habitudes mondaines de l'abbaye ne changent guère (possessions personnelles des sœurs, pas de clôture) ; néanmoins, le retour à une certaine ferveur religieuse est sensible.
En 1772, l'abbaye est transférée au centre-ville (sur le site qu'occupe le couvent de Bonlieu depuis 1648) à l'actuel emplacement du Pâquier et du  centre culturel.

### Révolution
Une faïencerie sera installée dans l'ancienne abbaye ; elle sera dirigée par Jean-Claude Burnod, avocat, procureur-syndic d'Annecy, membre de l'académie littéraire des Arcades à Rome.

## Nécropole de la Maison de Genève
Le couvent est considéré comme le « lieu habituel de sépulture des princes de la maison de Genève, depuis la fondation de cet établissement religieux ». L'abbaye partage cette fonction avec la chartreuse de Pomier.
Le lieu semble avoir accueilli les sépultures des comtes de Genèves et des membres de leur famille :
- Guillaume Ier[6],[7],[8] ;
- Agnès de Montfaucon, femme du comte Aymon II[18] ;
- Amédée II[8].

Les auteurs  Edmond Martène et Ursin Durand, Voyage littéraire de deux religieux bénédictins de la congrégation de Saint-Maur (1717), ajoutent que le tombeau de l'évêque de Langres, Gui de Genève se trouvait également ici à côté de ceux de son père, le comte Guillaume II et de ses oncles.

## Personnalités de Saint-Catherine-du-Mont
L'abbaye est soumise à l'autorité d'une prieure (1179-1250) puis d'une abbesse (1251-1793). François Mugnier propose un catalogue accompagné de notice sur les prieurs dans son ouvrage (1895).
- 1251 — 1279 : Agathe de Genève
- 1279 — 1307 : Beatrix de Compeys ou de Thorens
- 1307 — 1340 : Marguerite de Miolans
- 1340 — 1360 : Guigonne Alamand, de Saint-Jeoire ou Saint-Jorioz
- 1360 — 1410 : Péronne de Crescherel
- 1410 — 1425 : Jacquemete de Menthon
- 1425 — 1474 : Aynarde de Saint-Jeoire
- 1474 — 1492 : Catherine Blanc (Alba)
- 1492 — 1510 : Anne de Saint-Jeoire
- 1511 — 1561 : Bernarde de Menthon
- 1560/61 — 1570 : Françoise de Beaufort
- 1576 — 1586 : Pernette de Bellegarde
- 1586 — 1587 : Claudine de Chevron Villette
- 1587 — 1600 : Jeanne de Maillard-Tournon
- 1600 — 1610 : Claudine de Menthon-La Balme
- 1610 — 1633 (?) : Pernette de Cerizier, coadjutrice depuis 1605
- 1633 — 1640 : Françoise de Regard-Chanay, coadjutrice depuis 1632
- 1640 — 1672 : Charlotte-Françoise de Vallon
- 1672 — 1714 : Christine Carron de Saint-Thomas, coadjutrice depuis 1671
- … : Françoise - Balthazarde de Bellegarde-d'Entremont, toutefois son élection n'est pas agréée par le roi
- 1716 — 1733 : Marie-Victoire de Menthon
- 1733 — 1770 : Françoise-Gasparde de Madelaine-La Tour

En 1770, une prieure gouverne l'abbaye, Marie-François Duboin, jusqu'à sa disparition lors de l'occupation du duché par les troupes révolutionnaires françaises.

### Régeste genevois(1866)
(section « Bibliographie »)

### Histoire documentaire de l'abbaye de Sainte-Catherine(1886)
(section « Bibliographie »)
1. 1 2  Mugnier 1886, p. 563 (lire en ligne sur Gallica).

### Autres références
1. 1 2   « Carte IGN 3431 OT » sur Géoportail (consulté le 11 mars 2014)..
2. ↑  Thérèse Leguay et Jean-Pierre Leguay, Histoire de la Savoie, Paris, Éditions Jean-paul Gisserot, 2005, 128 p. (ISBN 978-2-877-47804-5, lire en ligne), p. 35.
3. ↑  Mugnier 1886, Chapitre I, « Situation du monastère », p. 3.
4. ↑  Le Régeste genevois (1866) ne donne pas de date précise, citant l'abbé Joseph-Antoine Besson, ses auteurs se prononcent donc pour une création entre 1169 et 1185. Consultable en ligne dans le Répertoire chronologique des sources sur le site digi-archives.org de la Fondation des Archives historiques de l'Abbaye de Saint-Maurice (REG 0/0/1/416).
5. 1 2  Mugnier 1886, Chapitre II, « Fondation du monastère », p. 5 à 15.
6. 1 2  Le Régeste genevois (1866) cite l'ouvrage d’Edmond Martène et Ursin Durand, Voyage littéraire de deux religieux bénédictins de la congrégation de Saint-Maur, F. Delaulne (Paris) 1717. Consultable en ligne dans le Répertoire chronologique des sources sur le site digi-archives.org de la Fondation des Archives historiques de l'Abbaye de Saint-Maurice (REG 0/0/1/460).
7. 1 2  Duparc 1978, p. 143 (Lire en ligne).
8. 1 2 3  Duparc 1978, p. 247 (Lire en ligne).
9. ↑  Mugnier 1886, Chapitre V, « Sainte-Catherine se rend indépendante de Bonlieu », p. 39 & 40.
10. ↑   Christian Regat, « Les cisterciens en Savoie : Tamié de 1132 à 1701 », Mémoires et documents publiés par l’Académie salésienne, vol. 104,‎ 1998 (ISSN 1157-0644, lire en ligne).
11. ↑  Alain Guerrier 2002, « Louise de Ballon, moniale cistercienne », p. 8 & 9.
12. ↑  Alain Guerrier 2002, « Louise de Ballon, moniale cistercienne », p. 10.
13. 1 2   Muriel Rottier, « Les ruines de Sainte-Catherine ont huit cents ans d’histoire », Le Dauphiné libéré,‎ 22 juillet 2012 (ISSN 1760-6314, lire en ligne).
14. ↑  Alain Guerrier 2002, « Chemins vers une réforme », p. 13 à 15.
15. ↑  Baud & Binz 1985, Le triomphe de la réforme catholique — L'essor des nouveaux ordres religieux, p. 132.
16. ↑  Christian Regat - François Aubert, Châteaux de Haute-Savoie - Chablais, Faucigny, Genevois, Cabédita, 1994  (ISBN 9782882951175), p. 22.
17. ↑  Jules Vuy, « Une charte inédite du XIIIe siècle et un article du Régeste genevois », Revue savoisienne, no 4,‎ 25 avril 1867, p. 33-34 (lire en ligne).
18. ↑  Duparc 1978, p. 190 (Lire en ligne).